# Škoda 6Mt
Škoda 6Mt — прототип вагона метрополитена, построенный чешским заводом Škoda Transportation в 2004 году в одном экземпляре как головной моторный. В серию не пошёл, но в дальнейшем на его основе заводами ЗАО «Вагомаш» и ООО «Вагонмаш» в России также совместно со Škoda Transportation в трёх моделях (оригинале и двух модификациях) был выпущен поезд «НеВа» (чешское обозначение — 18Mt/19Mt/20Mt) для Невско-Василеостровской линии Петербургского метрополитена.

## История
Используя опыт создания вагонов 81-71М (заводское обозначение — 2Mt/3Mt/4Mt) на базе кузовов вагонов 81-717/714 советского производства, в 2003 году заводом Škoda в Пльзене был построен и в октябре 2004 года представлен опытный головной вагон, получивший обозначение 6Mt. Вагон имел кузов нового типа, выполненный из алюминиевых сплавов, а также двери прислонно-раздвижного типа. Длина вагона составляла 20 метров, как у 81-71М, но была возможность создания на его базе вагонов длиной 16 метров, как в некоторых европейских метрополитенах, либо 22 метра, как в некоторых азиатских метрополитенах. Также вагон имел обтекаемую лобовую часть, а его дизайн разработал чешский скульптор Франтишек Пеликан.
В 2004 году вагон прошёл обкатку на путях завода, после чего в феврале 2005 года был передан для испытаний в электродепо «Качеров» Пражского метрополитена. Впоследствии был возвращён на завод в Пльзень. В силу разных причин, 6Mt в серию не пошёл; единственный построенный вагон был оборудован полупантографом и по имеющейся информации используется на территории завода в качестве маневрового электровоза.
Проект вагона 6Mt был использован заводом при создании других проектов, в том числе 18Mt/19Mt/20Mt «НеВа» для Петербургского метрополитена.